# Schloss Behringen
Das Schloss Behringen in Behringen am Hainich in Thüringen stammt überwiegend aus der Renaissance- und der Barock-Zeit. Es wurde ab dem 16. Jahrhundert unter der Adelsfamilie von Wangenheim erbaut, die von 1305 bis zur Enteignung im Jahre 1945 in Behringen ansässig war.

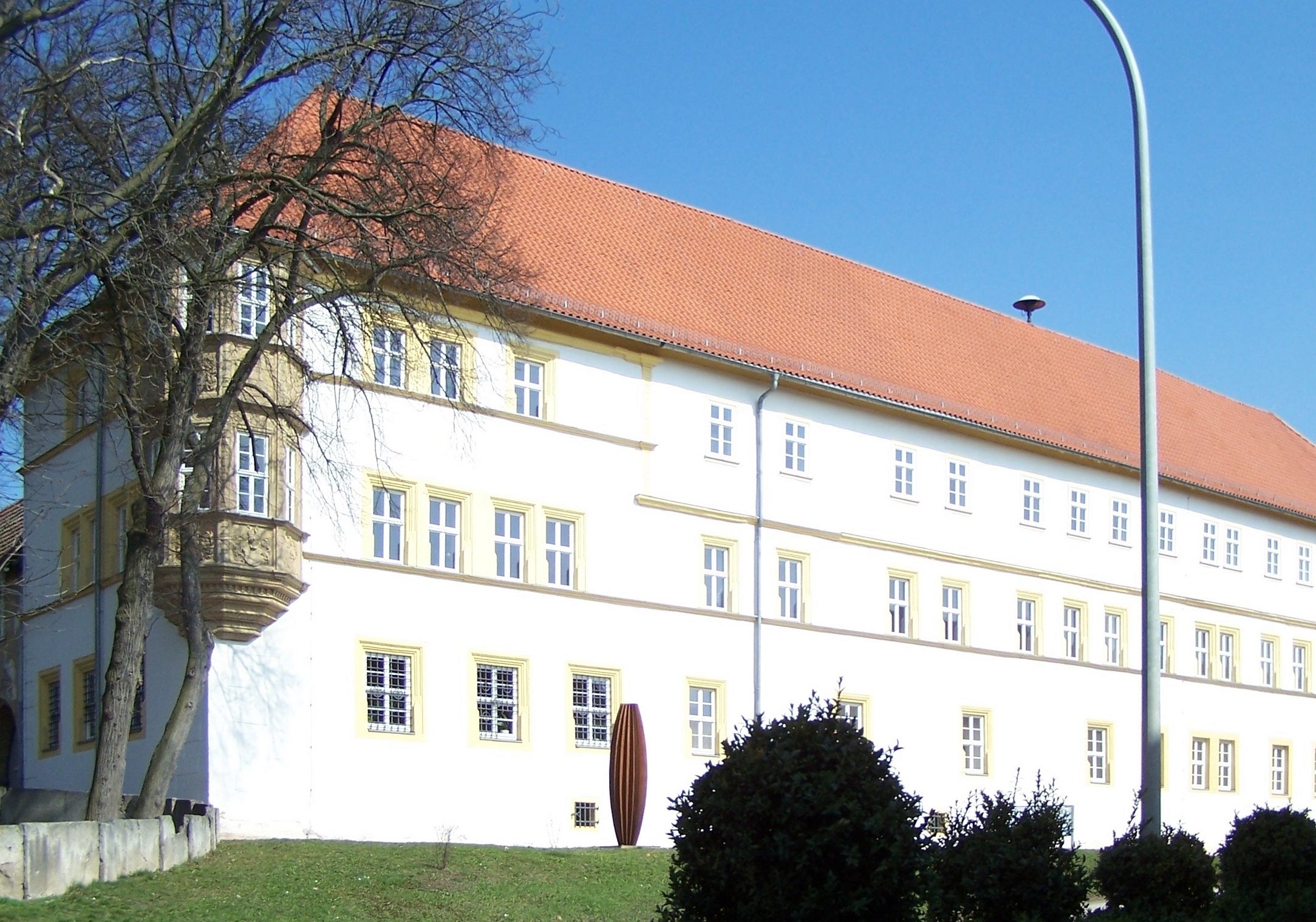
Schloss Behringen

## Geschichte
Wahrscheinlich hat es einen Vorgängerbau im südöstlichen Bereich des jetzigen Schlosses gegeben. Unter Friedrich dem Mittleren von Wangenheim begann zur Zeit der Frührenaissance Mitte des 16. Jahrhunderts die Errichtung des jetzigen Schlosses. Aus dieser Zeit stammen Teile des Südflügels, der Erker, die nicht abgerissenen unteren Teile des Treppenturms und der untere Bereich des südlichen Teils des Ostflügels. Obwohl es in einer Inschrift am Erker heißt, dass der Baubeginn bereits 1517 war, wurde später 1547 angenommen. Ein Jahr davor hatte Friedrich der Mittlere Großenbehringen übernommen. Das Schloss wurde spätestens seit 1567 von Friedrich und seiner Familie bewohnt.
Nach einem Brand 1621 wurden unter Balthasar von Wangenheim umfassende Umbaumaßnahmen im Inneren vorgenommen. Der Fachwerkbau im mittleren Teil des Ostflügels stammt ebenfalls aus dem 17. Jahrhundert. Im Dreißigjährigen Krieg brannte es 1631 erneut im Schloss und 1632 wurde es geplündert. Danach war es zeitweise unbewohnt. Zur Zeit des Barock erfolgten größere Baumaßnahmen, besonders im Inneren des Schlosses. In dieser Zeit, von 1743 bis 1792, lebte Ernst Wilhelm von Wangenheim im Schloss und hat wohl die Ausbauten veranlasst. Er ließ auch den großen Schlosspark anlegen. Der Treppenturm wurde im 17. oder 18. Jahrhundert zu seiner überragenden Höhe aufgestockt. Das Schloss blieb im Besitz der Familie von Wangenheim, bis es aufgrund von Spielschulden des Urenkels von Ernst Wilhelm von Wangenheim 1844 an die Familie Trützschler fiel.
Im Deutschen Krieg wurden am 27. Juni 1866 in der Schlacht bei Langensalza preußische Truppen aus Minden und Hamburg von der Armee des Königreichs Hannover geschlagen, welche gleichwohl zwei Tage später vor der überlegenen preußischen Armee kapitulierte. Das Behringer Schloss beherbergte am 24. und 25. Juni 1866 König Georg V. von Hannover und seinen Generalstab, hier fanden auch die Verhandlungen mit dem preußischen General Alvensleben statt. Militärhistoriker bezeichnen aus heutiger Sicht den Verhandlungstag von Behringen als Grund für die spätere Niederlage der Hannoveraner. Durch diese Verzögerung gewannen die entfernter stehenden preußischen Einheiten Zeit und Gelegenheit, den weiteren Vormarsch der Hannoveraner nach Süden zu vereiteln.
Vor 1874 wurde der alte Nordflügel abgetragen und durch einen neuen ersetzt. Die Fachwerkobergeschosse des Nord- und Westflügels stammen vom Anfang des 20. Jahrhunderts. Durch seine Heirat mit Mathilde Trützschler von Falkenstein (1880–1913) gelangte Othmar von Wangenheim (1866–1947) wieder an das Besitztum seiner Vorfahren. Auch er nahm ab 1928 weitere Um- und Ausbauten vor.
Othmar und Mathilde von Wangenheim bekamen drei Kinder: die Zwillingstöchter Dorothee (1912–2006) und Elisabeth (1912–2010) sowie den Sohn Jobst (1913–1943), der im Zweiten Weltkrieg fiel. Als nach dem Zweiten Weltkrieg absehbar wurde, dass die Amerikaner Thüringen räumen würden, um der Roten Armee das Feld zu überlassen, flüchtete Othmar von Wangenheim ebenso wie seine beiden Zwillingstöchter mit ihren Familien im Juni 1945 nach Westen. Beide Töchter waren zum Zeitpunkt des Kriegsendes schwanger: Die jüngere der beiden, Dorothee von Bandemer (1912–2006), gebar noch am 14. Mai 1945 ihre Tochter Luise-Henriette auf Schloss Behringen. Ihre Zwillingsschwester Elisabeth (1912–2010), die mit Karl August von Wettin, Erbprinz von Sachsen-Weimar-Eisenach (1912–1988), verheiratet war, brachte ihr Kind Elisabeth Sophie am 22. Juli 1945 in Bamberg zur Welt. Auch nach der Wiedervereinigung wollte die letzte Schlossherrin Behringen – im Gegensatz zu ihrer Schwester – nicht mehr besuchen, um es wie in ihrer Kindheit und Jugend in Erinnerung zu behalten.
Die sowjetische Besatzungsmacht enteignete die Besitzer 1946 entschädigungslos und brachte in dem Gebäudekomplex Flüchtlinge unter. Ab 1949 diente er als Psychiatrisches und Altenheim, womit erhebliche Umbauten verbunden waren. Turmhaube und -oktogon wurden abgerissen, der Westflügel noch Ende der 1980er Jahre entkernt und neu ausgebaut. An der Nordseite des Südflügels wurde ein Zwischenbau errichtet und an der Nordseite des Schlosshofes erfolgte ein umfangreicher Anbau für technische Anlagen. Schließlich wurde das Schloss eine Einrichtung für Betreutes Wohnen und diente zuletzt bis 2001 als psychiatrisches Pflegeheim. Anschließend übernahm die Gemeinde Behringen das Schloss und ließ es aufwendig restaurieren und von den Zubauten befreien. 2007 konnte das Schlosshotel am Hainich dem Ministerpräsidenten von Thüringen als „barrierefreies Europa-Jugendschloss“ der Grenzenlos GmbH vorgestellt werden.

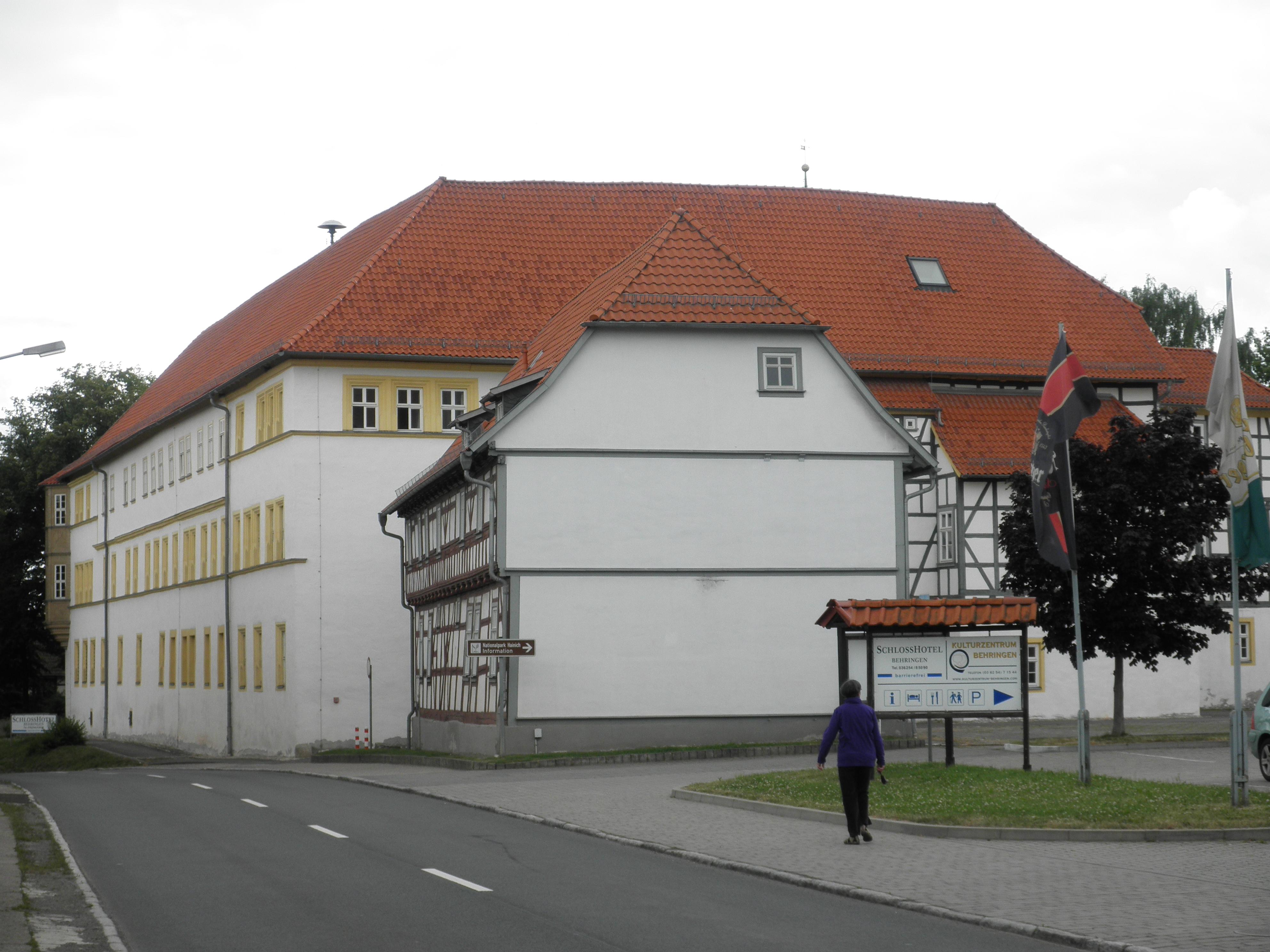
Schloss Behringen
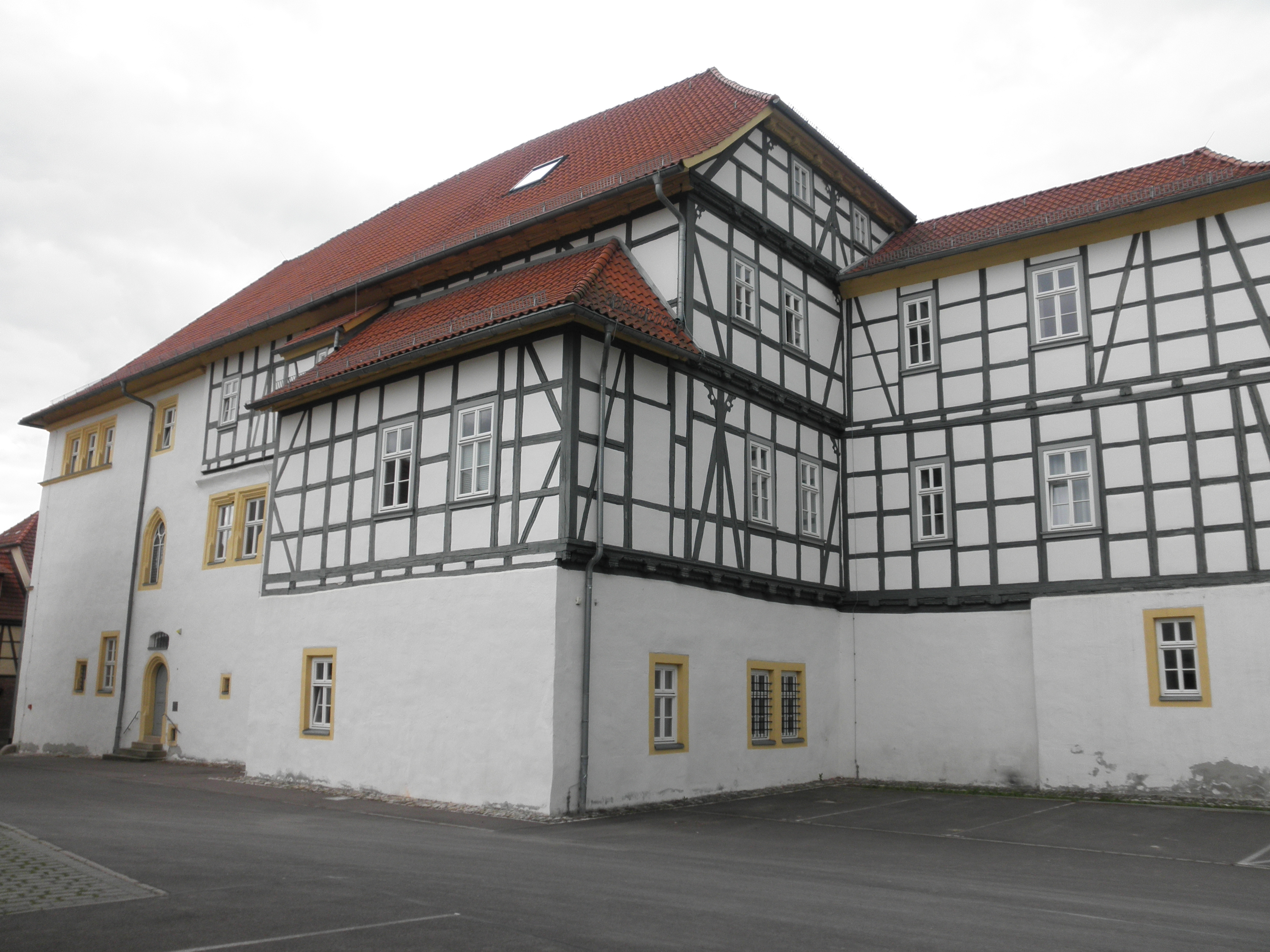
Schloss Behringen von Osten
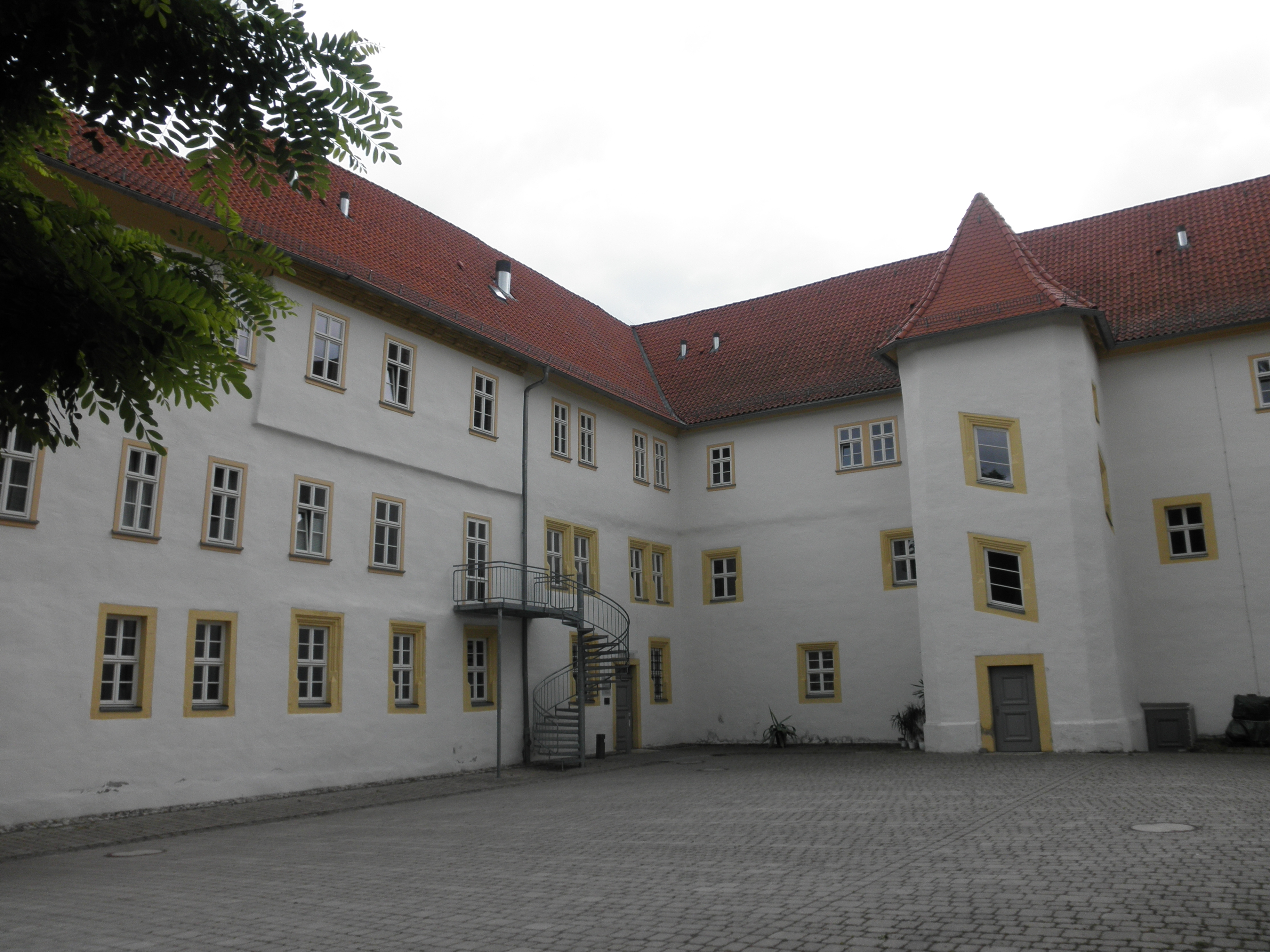
Schlosshof Behringen
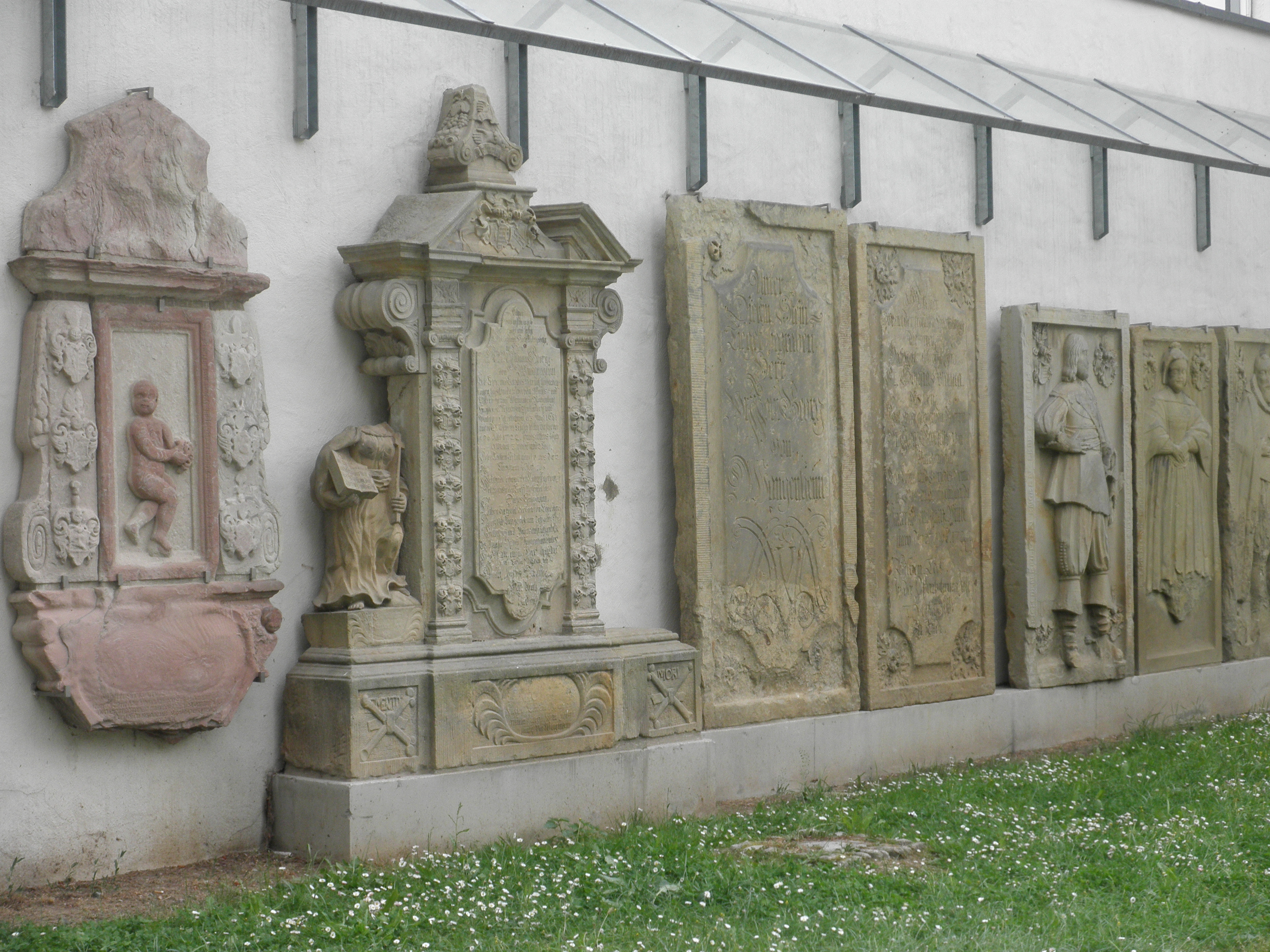
Epitaphe auf dem Schlosshof Behringen

Das dem Schloss östlich benachbarte frühere Inspektorhaus konnte restauriert im Jahr 2000 seine neue Funktion als Heimatmuseum und Gemeindebibliothek aufnehmen.
Der Schlosspark (338 ar) aus dem 18. Jahrhundert ist in Teilen erhalten. Bekannt ist seine 200 Jahre alte Weymouthskiefer. Andere seltene Baumarten gingen verloren, Neupflanzungen sind erfolgt. Im Park beginnt ein 6 km langer Skulpturen-Wanderweg bis Hütscheroda, er wurde mit modernen Plastiken nach 1996 angelegt. Ebenfalls im Behringer Schlosspark beginnt der Rennstieg des Hainich, der über 32 km bis nach Eigenrieden führt.

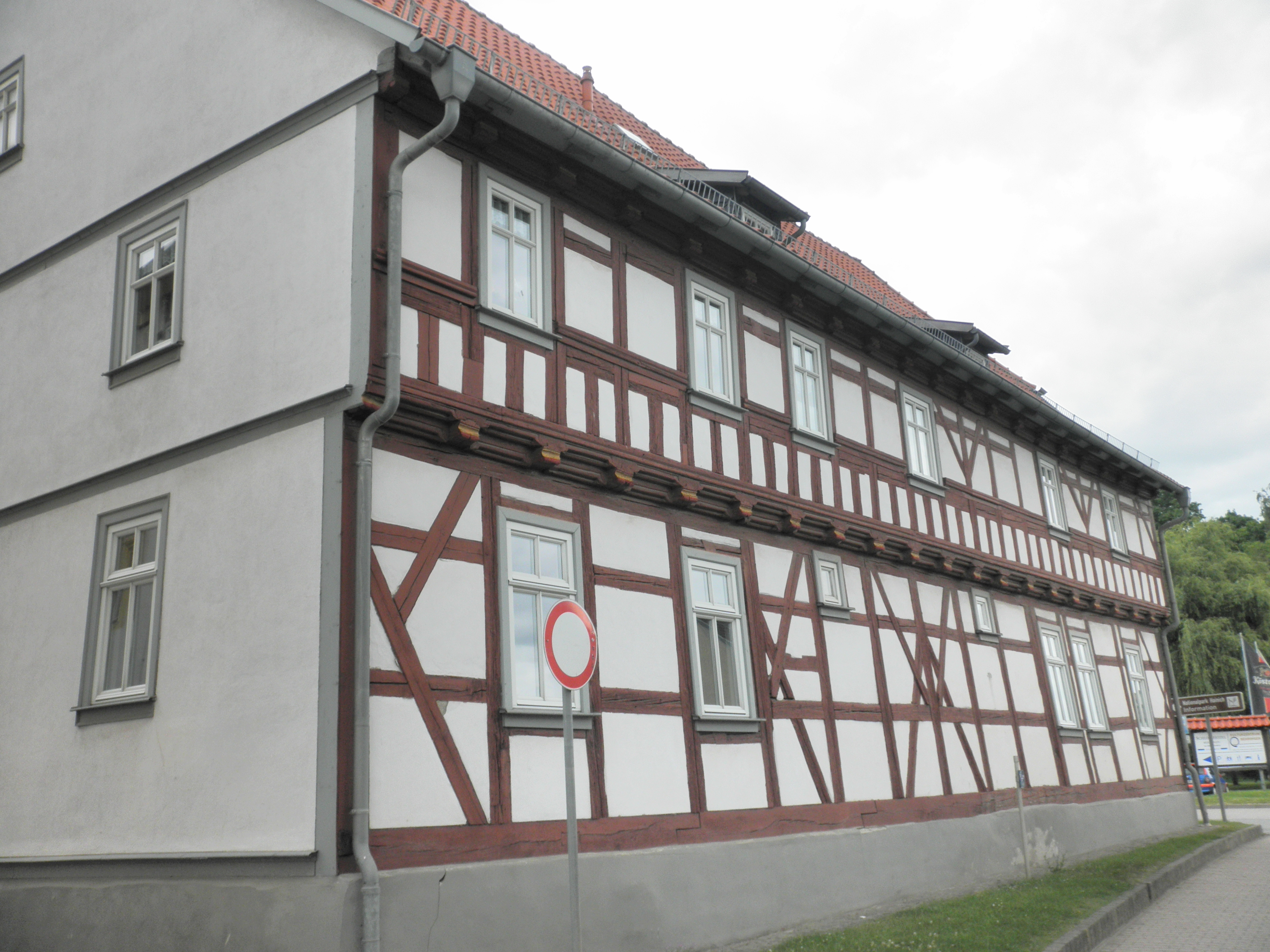
Heimatmuseum, früheres Inspektorhaus des Schlosses
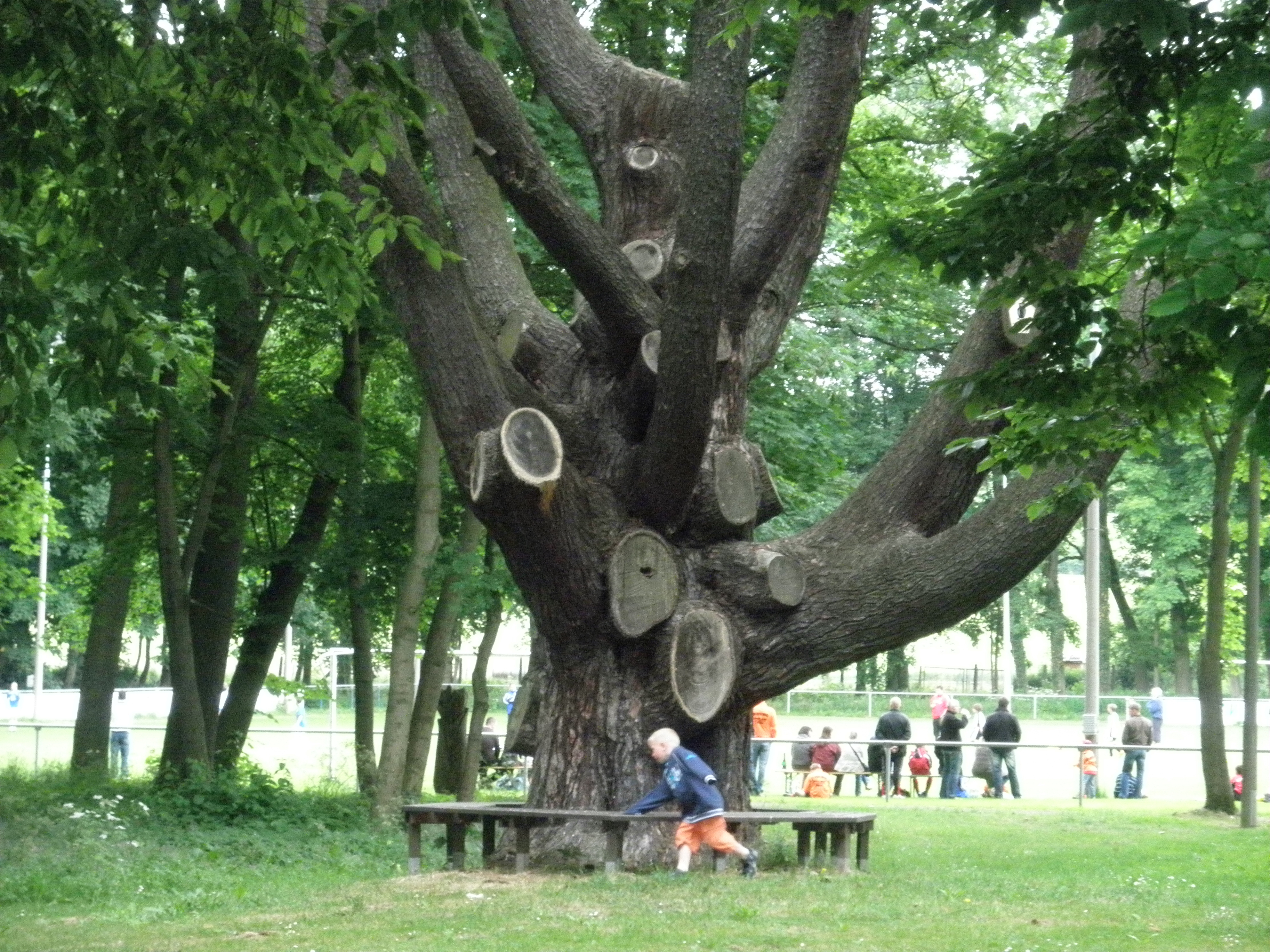
Weymouthskiefer im Schlosspark Behringen
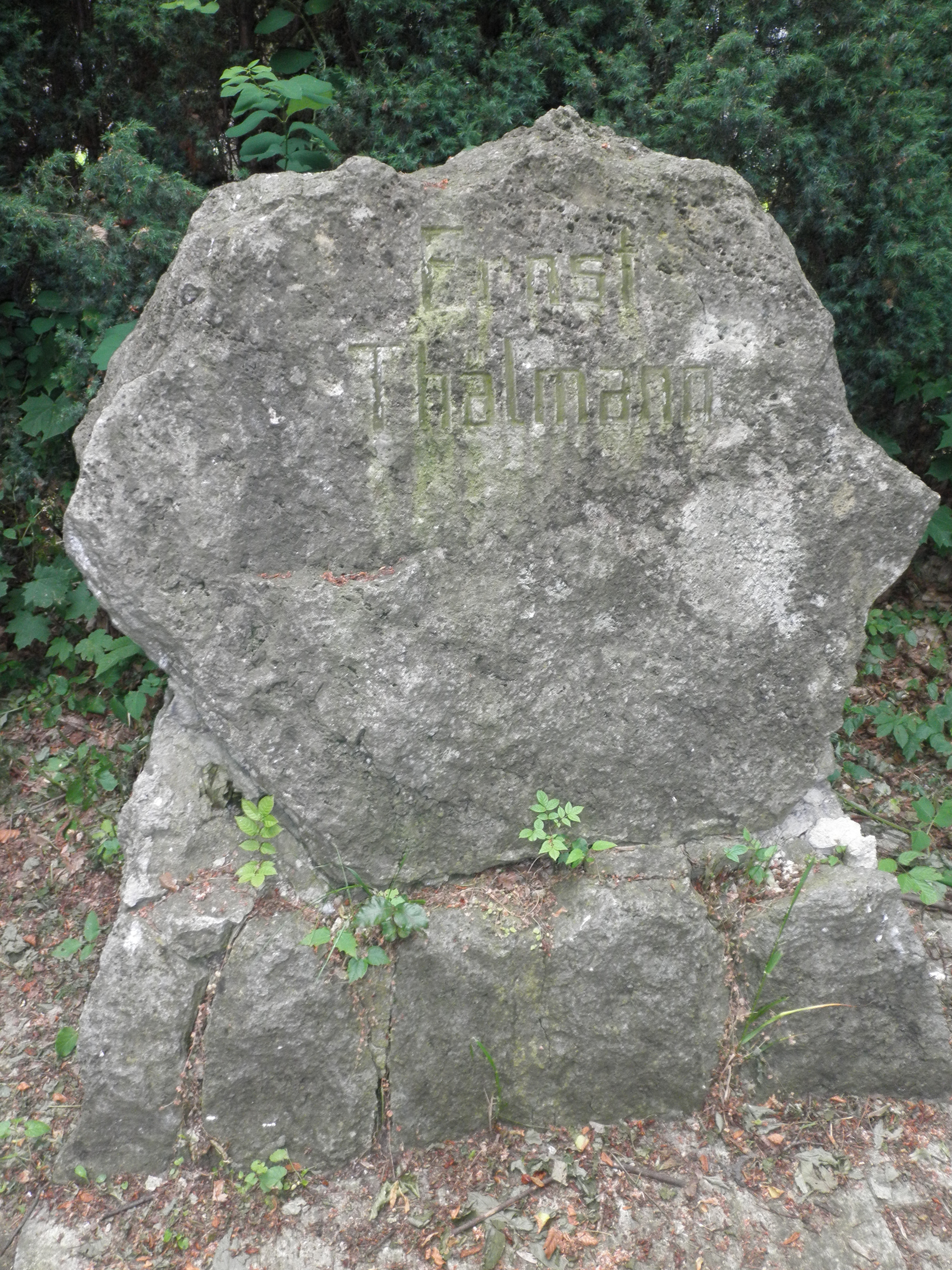
Thälmann-Gedenkstein im Schlosspark Behringen
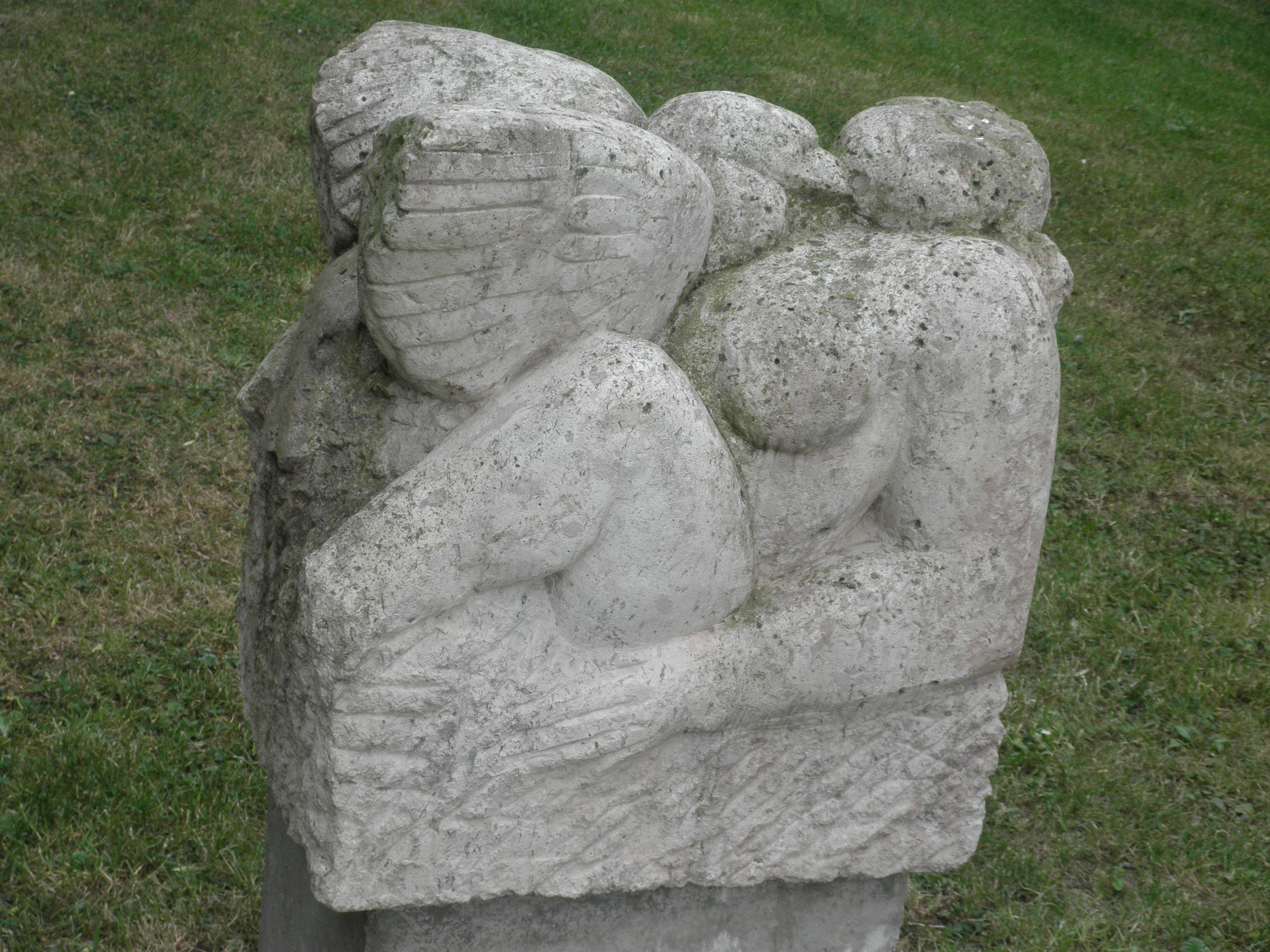
Skulptur: Leda und der Schwan im Schlosspark Behringen